# Осон (Верхняя Сона)
Осо́н (фр. Auxon) — коммуна во Франции, находится в регионе Франш-Конте. Департамент — Верхняя Сона. Входит в состав кантона Пор-сюр-Сон. Округ коммуны — Везуль.
Код INSEE коммуны — 70044.

## География
Коммуна расположена приблизительно в 320 км к юго-востоку от Парижа, в 50 км севернее Безансона, в 7 км к северу от Везуля.
По территории коммуны протекает небольшая река Батар (фр. Bâtard).

## Население
Население коммуны на 2010 год составляло 432 человека.
| 1962 | 1968 | 1975 | 1982 | 1990 | 1999 | 2010 |
| ---- | ---- | ---- | ---- | ---- | ---- | ---- |
| 262  | 261  | 332  | 390  | 369  | 399  | 432  |

## Администрация
| Период | Период | Фамилия                 | Партия | Примечания |
| ------ | ------ | ----------------------- | ------ | ---------- |
| 2001   | 2006   | Филипп Крё              |        | санитар    |
| 2006   | 2008   | Камиль Жийо             |        |            |
| 2008   | 2014   | Изабель Франк Грандидье |        | учитель    |

## Экономика

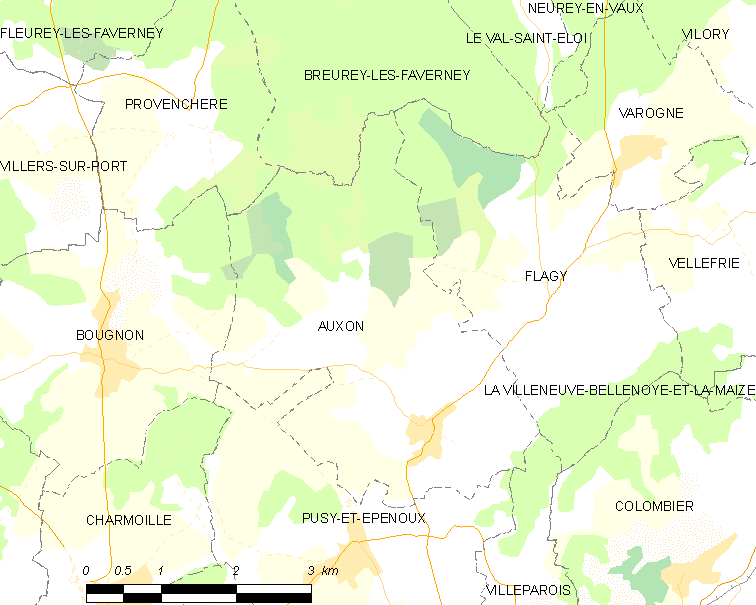
Карта коммуны

В 2010 году среди 277 человек трудоспособного возраста (15—64 лет) 205 были экономически активными, 72 — неактивными (показатель активности — 74,0 %, в 1999 году было 73,7 %). Из 205 активных жителей работали 196 человек (99 мужчин и 97 женщин), безработных было 9 (5 мужчин и 4 женщины). Среди 72 неактивных 25 человек были учениками или студентами, 33 — пенсионерами, 14 были неактивными по другим причинам.